# Барбье, Жюль
Поль Жюль Барбье́ (фр. Paul Jules Barbier; 8 марта 1825 — 16 января 1901) — французский поэт и драматург. Сын художника Никола Александра Барбье.

## Литературная деятельность
Барбье выступил на литературное поприще в 1847 году драмою в стихах «Le poète», которая имела значительный успех. Удачное начало побудило его продолжать писать в избранном им роде. Явились его «L’ombre de Molière», «Amour et bergerie» (1848), «André Chénier» (1849) и комедия в прозе «Bon gré mal gré» (1849).
Позднейшие свои произведения Барбье написал уже в сотрудничестве с Мишелем Каррэ. Результатом их совместной работы были следующие пьесы (драмы и водевили), которые пользовались, большею частью, значительным успехом на сцене: «Les amoureux sans le savoir» (1850), «Graziella» (1849), «Jenny l’ouvrière» (1850), «Les marionettes du docteur», «Voyage autour d’une jolie femme» (1852), «Princesse et favorite» (1865), «Cora ou L’esclavage» (1866), «La loterie du mariage» (1868). В сотрудничестве с Каррэ Барбье составил много либретто для французских опер и опереток, пародируя для последних древнегреческую жизнь и историю. После франко-прусской войны Барбье выпустил сборник патриотических стихотворений «Вольный стрелок: Военные песни» (фр. Le franc-tireur, chants de guerre; 1871).